# 북삼도서관 (칠곡군)
칠곡군립북삼도서관은 경상북도 칠곡군 북삼읍 소재의 군립 도서관이다.

## 연혁
- 2011년 10월 4일 개관.

## 시설현황
- 2층: 종합자료실, 일반열람실
- 1층: 어린이자료실, 멀티미디어실, 사무실

## 이용 안내
이용 시간
- 일반열람실: 매일 09:00 ~ 22:00
- 종합자료실: 매일 09:00 ~ 18:00

휴관일
- 매주 월요일
- 법정 공휴일: 일요일을 제외한 법정 공휴일(단, 일요일이 법정 공휴일과 겹칠 때는 휴관)
- 임시 휴관일: 도서관 사정에 의해 군수가 지정한 날